# Casbá dos Udaias
A Casbá dos Udaias, por vezes referida como Kasbah dos Oudaias, é uma fortaleza (casbá) medieval localizada em Rabat, no litoral atlântico do norte de Marrocos.

## História
Constituiu-se primitivamente numa pequena fortificação muçulmana, erguida a partir de 1150 pelo califa almóada Abde Almumine como defesa contra as tribos Berguata.
Sob o Califado Almóada, transformou-se num arrábita dominando a foz do rio Bu Regregue, que eles denominaram Media.
Após o domínio almóada a fortificação entrou em decadência, até à chegada de populações mouriscas da Andaluzia, quando conheceu um renascimento. Estes dedicaram-se à prática do corso a partir de Rebate, então, como agora, capital do Marrocos. Neste período, os muros da casbá foram restaurados e reforçados.
A dinastia alauita a seu tempo, comprometeu-se com o desenvolvimento do local entre 1757 e 1789, e novamente entre 1790 e 1792.
Toda a turbulenta história da região é evidente através dos monumentos que compõem a Casbá dos Udaias desde o recinto almóada e sua famosa porta monumental ("Bab el Kebir"), um dos expoentes da arquitectura almóada, a mesquita conhecida como "Jamaa el Atiq", o recinto Alauita e o palácio a Oeste e a estrutura militar "borj Sqala".

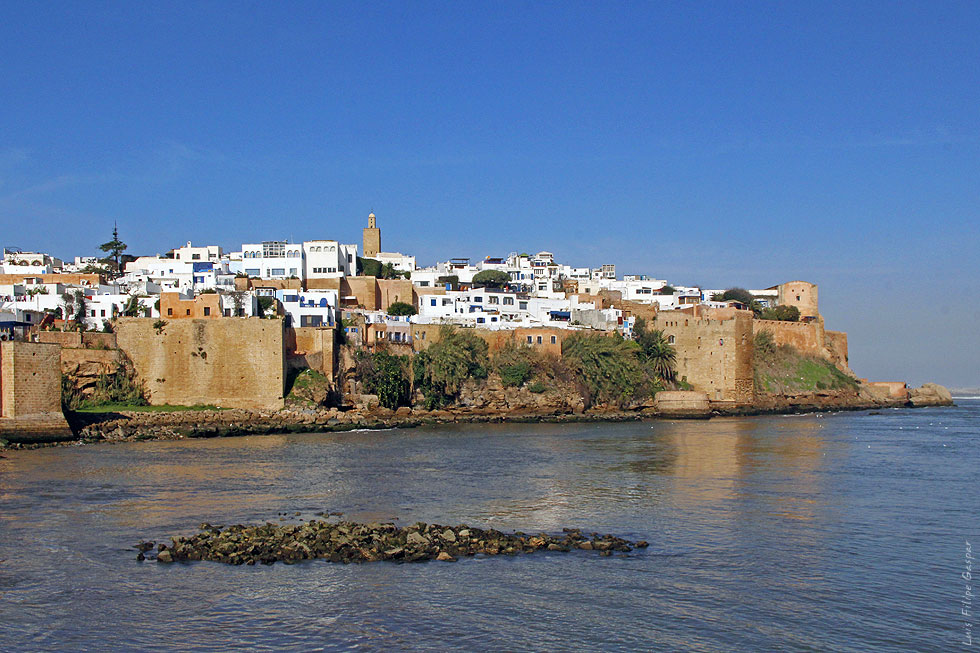
A casbá vista de oriente, com a foz do Bu Regregue em primeiro plano